# Seleção Paraguaia de Futebol Sub-20
A Seleção Paraguaia de Futebol Sub-20, também conhecida por Paraguai Sub-20, é a seleção Paraguaia de futebol formada por jogadores com idade inferior a 20 anos.
1. 1 2 3  «Ranking Mundial da FIFA/Coca-Cola» (em inglês). FIFA.com. 25 de agosto de 2022. Consultado em 27 de setembro de 2022